# San Francesco Saverio (Palermo)
San Francesco Saverio ist eine Kirche des Barock in Palermo.

## Baugeschichte
Die an der Piazza San Francesco Saverio, nahe dem Corso Tukory gelegene Kirche wurde im Auftrag der Jesuiten ab 1684 von Angelo Italia aus Licata entworfen und erbaut. 1710 war der Bau vollendet, 1711 wurde sie von Bischof Bartolo Castelli dem 1622 heiliggesprochenen Jesuiten Franz Xaver (1506–1552) geweiht. Gekrönt wird das Gebäude durch eine Haupt- und vier Nebenkuppeln. Die Dekoration des Innenraumes zog sich bis 1743 hin.

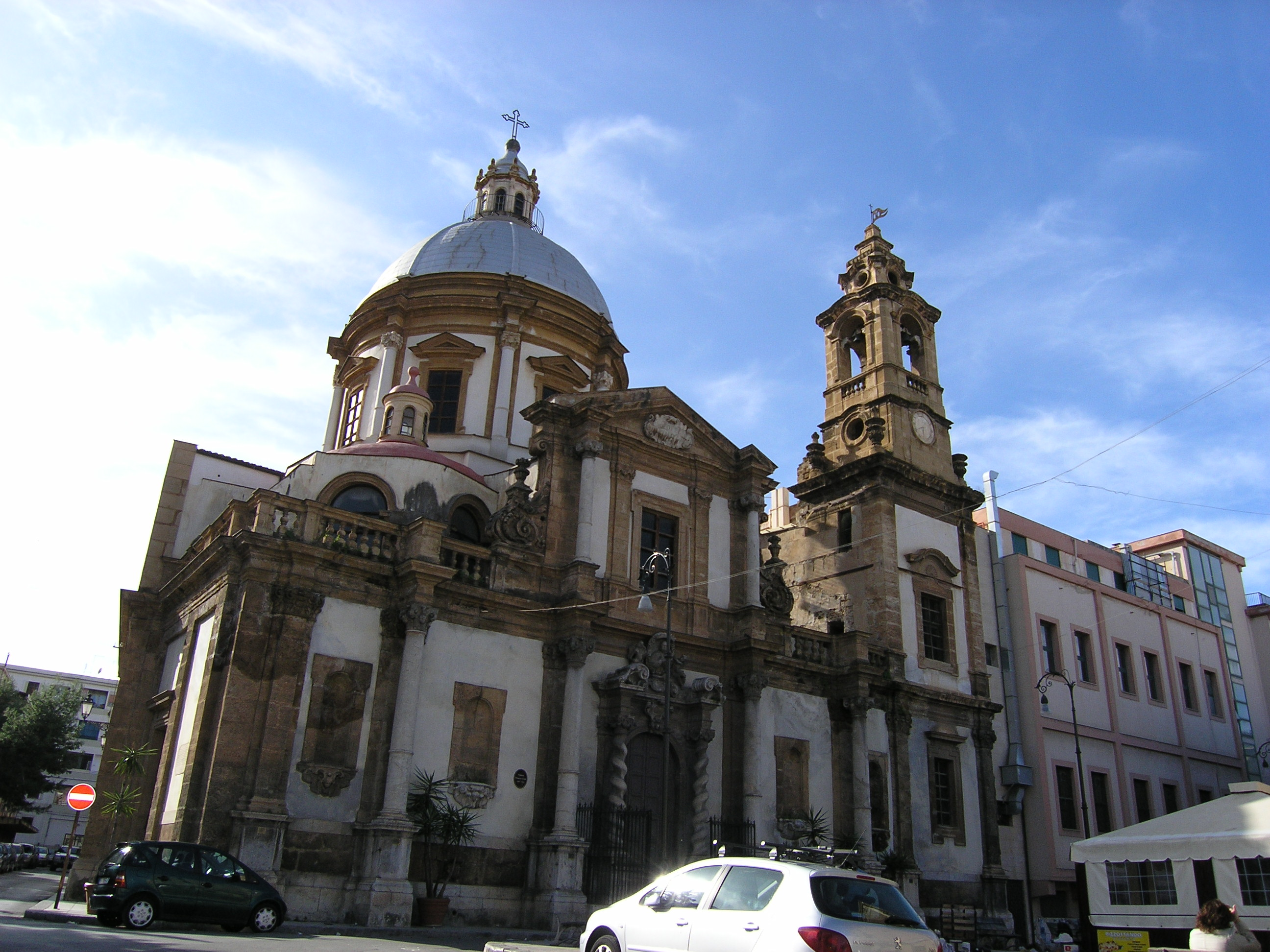
Chiesa San Francesco Saverio, Fassade

## Die Fassade
Die Fassade ist stark horizontal betont und durch ein ausladendes Gebälk zusammengefasst. Vor der Fassade stehen auf hohen Sockeln vier mächtige Säulen mit korinthischen Kapitellen, die das Gebälk rhythmisieren. Die vier Bogennischen sind leer geblieben, die hierfür gedachten Skulpturen sind nicht zur Ausführung gekommen.
Der Eingangsbereich wird durch zwei gedrehte Säulen flankiert, über der Tür befindet sich in einem von Putten gestützten Medaillon das Relief mit dem Bildnis des heiligen Franz Xaver.
Der obere Bereich ist als Schauwand aufgesetzt und wird durch einen flachen Giebel abgeschlossen. Der rechte Fassadenteil wird durch den Glockenturm nach oben fortgesetzt, ein zweiter, auf der linken Seite geplanter Turm kam nicht zur Ausführung.

## Das Innere
Der Grundriss ist als Zentralbau mit sieben Kapellen angelegt. Acht hexagonale Säulen mit dorischen Kapitellen werden durch ein Gesims verbunden, auf dem offene Bögen die zentrale Pendentifkuppel stützen. Die Trompen sind mit Szenen aus dem Leben des heiligen Franz Xaver dekoriert. Die insgesamt 24 Säulen verweisen auf die 12 Propheten und die 12 Apostel (das Alte und das Neue Testament).
Die Ausschmückung der Kirche mit farbigem Marmor, Stuck, Skulpturen und Gemälden erfolgte von weniger bekannten Künstlern, wie Tommaso Maria Sciacca, Marino Tarsi, Antonio Rallo, Vincenzo Vitagliano sowie Baldessare und Gioacchino Pennino.